# جون فان إنغن
جون فـان إنغن (بالإنجليزية: John Van Engen)‏ هو مؤرخ أمريكي، ولد في 23 أغسطس 1947.